# آی‌اواس ۲۶
آی‌اواس ۲۶ (انگلیسی: iOS 26) نوزدهمین نسخه از سیستم عامل آی او اس توسط شرکت اپل برای دستگاه‌های آیفون است که در کنفرانس WWDC 25 در ۹ ژوئن ۲۰۲۵ معرفی شد. این نسخهٔ از سیستم عامل، جانشین آی‌اواس ۱۸ هست و به دلایلی از جمله مطابقت سیستم عامل با زمان میلادی، نام بعدی این سیستم عامل را به‌طور رسمی آی او اس ۲۶ (iOS 26) نام گذاری کردند.

## تغییرات و ویژگی‌ها

### فضای کاربری
در آی‌اواس ۲۶، بسیاری از نماها و فضای کاربری به صورت شیشه ای طراحی شده‌اند و حالت شخصی‌سازی دارند. قالب برنامه‌ها گردتر و حالت آنها بازطراحی شده است. همچنین صفحه لاک اسکرین می‌تواند با تصویر دریافتی پس زمینه، ساعت یا شرایط قرارگیری پیام‌ها را تغییر دهد. بسیاری از تغییرات ظاهری این سیستم عامل برای فضای کاربری بهتر و سریع تر طراحی شده‌اند.

### امکانات
- قسمت «ترجمه زنده» به این نوع سیستم اضافه شده است که می‌توان بدون نیاز به اینترنت، به صورت هم‌زمان گفتگوهای افراد را ترجمه کند.[۲]
- ای مسیج فضای کاربری گسترده‌تری دارد و می‌توان در چت‌های خود، پس زمینه قرار داد یا با گروهی از افراد رأی‌گیری انجام داد.
- قسمت Vision Intelligence که با برسی تصاویر و اسکرین شات‌ها و برسی عنوان‌ها و برنامه‌های موجود اسکرین شات امکاناتی را ارائه می‌دهد.
- برنامه تلفن هوشمند تر و باز طراحی شده است و می‌تواند انواع شماره‌های متفاوت را در دسته‌های مناسب قرار دهد و امکان تشخیص تماس‌های تبلیغاتی را نیز داشته باشد. همچنین هوش مصنوعی می‌تواند در صف انتظار تماس بماند و پس از برقراری تماس، خبر آن را برساند.
- امکان ترجمه و تلفظ متن آهنگ‌ها در اپل میوزیک اضافه شده است.
- مشاهده نقشه داخل فرودگاه‌ها با بلیط‌ها و شناسایی سفارش‌ها با Apple Pay.
- برنامه Apple Games که امکان بازی با دوستان را فراهم می‌سازد و جایگاه دوستان و بازی کنان را رتبه‌بندی می‌کند.
- ویژگی تبدیل سه بعدی گرایانهٔ عکس‌های عادی، با حرکت گوشی.
- باخبر شدن از ترافیک یا عوامل تأخیری در برنامه Apple Maps و هوشمند سازی بیشتر این برنامه.
- تغییرات طراحی و عملکرد برنامه‌ها